# الشاب مامي
الشاب مامي (11 يوليو 1966 في سعيدة، الجزائر) هو مغني الراي، جزائري ذي شهرة عالمية. اسمه الحقيقي محمد خليفاتي ويطلق عليه لقب أمير الراي.

## المولد والنشأة
وُلد محمد الخليفاتي في 11 يوليو 1966 في حي غربة الواد بسعيدة، الجزائر، ونشأ في أسرة متواضعة. ساعد والده في العمل منذ صغره، وأظهر شغفًا بالغناء، حيث كان يؤدي مقطوعات موسيقية متنوعة. بدأ مسيرته بالغناء في الأعراس والنوادي الليلية، وحقق أول إنجاز له في سن الثالثة عشرة حين حصل على المركز الثاني في برنامج "ألحان وشباب".

## بدايته الفنية
في سن 16، لفت الشاب مامي الأنظار في برنامج "ألحان وشباب" بأدائه المميز لأغنية من التراث الوهراني بلكنة أندلسية، مما أظهر شغفه المبكر بموسيقى الراي التي تعبر عن آلام المهمشين والفقراء. وعلى الرغم من عدم حصوله على الجائزة الأولى، نجح سريعًا في بناء قاعدة جماهيرية عبر إنتاج وبيع العديد من الأشرطة التي انتشرت بين الناس. عام 1985، ومع رفع السلطات الحظر عن الراي، كانت انطلاقته الحقيقية، وشارك إلى جانب الشاب خالد في أول مهرجان للراي بوهران، ليثبت مكانته كصوت شعبي يعبر عن واقع الحياة اليومية.[بحاجة لمصدر]
بعد نجاحه الكبير في الجزائر، جذب مامي اهتمام الجمهور الدولي عبر أول حفل له في مسرح الأولمبيا بباريس. بعد أداء خدمته العسكرية، عاد بقوة إلى باريس وأصدر ألبوم "خلوني نبكي وحدي" في الولايات المتحدة عام 1990، تلاه ألبوم "سعيدة" عام 1995، وألبوم "مالي مالي" عام 1999، الذي حقق نجاحًا كبيرًا. وعزّز مامي شهرته العالمية بتعاونه مع ستينغ في أغنية "وردة الصحراء"، إلى جانب ديوهات مع كاظم الساهر وسميرة سعيد.[بحاجة لمصدر]
استطاع الشاب مامي بموهبته وأسلوبه الفريد تطوير موسيقى الراي لتشمل أنماطًا متنوعة مثل البوب والريغي، ليصبح "أمير الراي" الذي ألهم جماهير حول العالم وجذبهم إلى هذا النوع الموسيقي العريق، محققًا مبيعات هائلة ومكانة مميزة في الموسيقى العالمية.[بحاجة لمصدر]

## المحاكمة والسجن
في 3 يوليو 2009، أصدرت محكمة بوبينيه الجنائية في باريس حكمًا بالسجن لمدة خمس سنوات بحق الشاب مامي، بتهمة محاولة الإجهاض القسري لعشيقته السابقة، الفرنسية إيزابيل سيمون، في صيف 2005. وتم إطلاق سراحه يوم الأربعاء 23 مارس 2011.

## حياته الشخصية
للشاب مامي ابنة من الصحفية والمصورة الفرنسية كاميه.

## ألبوماته
- 1986، واش تساليني
- 1988، مانتزوجشي
- 1986، معاك معاك
- 1990، let me rai
- 1989، وهران وهران
- 1994، سعيدة
- 1996، دوني لبلادي
- 1998، لبنات هاجو
- 1993، لزرق سعاني
- 1998، مالي مالي
- 2001، دلاّلي
- Du Sud au Nord ،2003
- 1990، الصحة يالصحة
- 2006، ليالي

## وصلات خارجية
- شاب مامي على موقع IMDb (الإنجليزية)
- شاب مامي على موقع الموسوعة البريطانية (الإنجليزية)
- شاب مامي على موقع ألو سيني (الفرنسية)
- شاب مامي على موقع ميوزك برينز (الإنجليزية)
- شاب مامي على موقع ديسكوغز (الإنجليزية)
- شاب مامي على موقع قاعدة بيانات الفيلم (الإنجليزية)
- خروج الشاب مامي من السجن على يوتيوب
- الشاب مامي يستعيد حريته ويعد الجماهير بالجديد